# خوتنگتس
خوتنگتس (به لهستانی:  Chotyniec) یک روستا در لهستان است که در گمینا رادمنو واقع شده‌است. خوتنگتس ۳۴۰ نفر جمعیت دارد.